# 圣洛朗苏夸龙
圣洛朗苏夸龙（法語：Saint-Laurent-sous-Coiron，法語發音：[sɛ̃ lɔʁɑ̃ su kwaʁɔ̃]，意为“夸龙下方的圣洛朗”）是法国阿尔代什省的一个市镇，属于拉让蒂耶尔区。

## 地理
圣洛朗苏夸龙（44°38'13"N, 4°28'55"E）面积15.58 平方千米，位于法国奥弗涅-罗讷-阿尔卑斯大区阿尔代什省，该省份为法国东南部内陆省份，北起顺时针与卢瓦尔省、伊泽尔省、德龙省、沃克吕兹省、加尔省、洛泽尔省和上盧瓦爾省接壤。
与圣洛朗苏夸龙接壤的市镇（或旧市镇、城区）包括：达布尔、弗雷瑟内、吕萨斯、圣艾蒂安德布洛涅、圣普列斯特、韦索。
圣洛朗苏夸龙的时区为UTC+01:00、UTC+02:00（夏令时）。

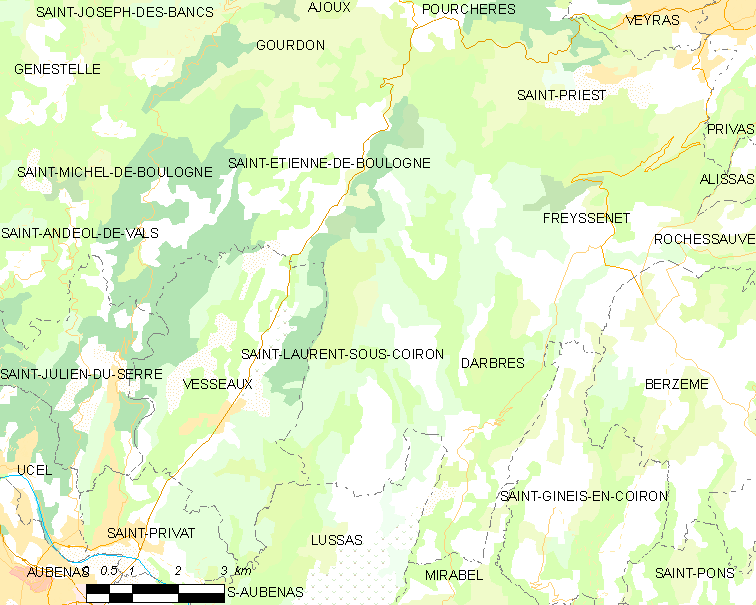
圣洛朗苏夸龙的OSM定位图

## 行政
圣洛朗苏夸龙的邮政编码为07170，INSEE市镇编码为07263。

## 政治
圣洛朗苏夸龙所属的省级选区为贝尔-埃尔维县。

## 人口

1962-2008年间圣洛朗苏夸龙人口变化图示

圣洛朗苏夸龙于2022年1月1日时的人口数量为120人。